# Josef Hagman
Josef Hagman (i riksdagen kallad Hagman i Linköping), född 26 september 1885 i Rinna socken, död 11 juli 1948 i Linköping, var en svensk egnahemsdirektör.
Josef Hagman var son till lantbrukaren Karl Otto Hagman. Han utexaminerade från Alnarps lantbruksinstitut 1910 och var andre lärare vid Västmanlands läns lantbruksskola på Tomta 1910–1912 och förste lärare där 1913. 1913 blev han andre jordbrukskonsulent i Östergötlands län och 1920 förste jordbrukskonsulent där. Från 1940 var han egnahemsdirektör i Östergötlands län. Inom Östergötlands läns hushållningssällskap var han verksam som ledare bland annat för täckdikningsverksamheten samt som sekreterare i jordbrukskommittén och egnahemsnämnden. 1942 invaldes han i Lantbruksakademien. Hagman var från 1932 ledamot av Östergötlands läns landsting och från 1932 och av Linköpings stadsfullmäktige från 1935 samt var ledamot av andra kammaren 1933–1936 samt från 1944 av första kammaren för Högern. Han är begravd på Östra griftegården i Linköping.